# میلوش میلوتینوویچ
میلوش میلوتینوویچ (سیریلیک صربی: Милош Милутиновић؛ ۵ فوریه ۱۹۳۳ – ۲۸ ژانویهٔ ۲۰۰۳) بازیکن و مربی فوتبال اهل یوگسلاوی بود.
از باشگاه‌هایی که در آن بازی کرده‌است می‌توان به باشگاه فوتبال بایرن مونیخ، باشگاه فوتبال بئوگراد، و باشگاه فوتبال پارتیزان اشاره کرد.
وی همچنین در تیم ملی فوتبال یوگسلاوی بازی کرده‌است.
از او به عنوان اولین آقای گل لیگ قهرمانان اروپا یاد میشود